# أولاد إبراهيم (اسكجور)
أولاد إبراهيم هو دُوَّار يقع بجماعة تامكروت، إقليم زاكورة، جهة درعة تافيلالت في المملكة المغربية. ينتمي الدوّار لمشيخة اسكجور التي تضم 10 دواوير. يقدر عدد سكانه بـ 840 نسمة حسب الإحصاء الرسمي للسكان والسكنى لسنة 2004.

## روابط خارجية
- البوابة الوطنية للجماعات الترابية
- المندوبية السامية للتخطيط